# Lemniscomys mittendorfi
Lemniscomys mittendorfi és una espècie de mamífer rosegador de la família dels múrids. És endèmic de l'oest del Camerun, on viu a altituds d'entre 2.100 i 2.300 msnm. El seu hàbitat natural són els herbassars subafroalpins, per sobre del límit arbori. És una espècie en risc mínim, és a dir, no sembla que hi hagi cap amenaça significativa per a la seva supervivència. L'espècie fou anomenada en honor de l'herpetòleg alemany Heiner Mittendorf.